# Communauté de communes De l'Aire à l'Argonne
La communauté de communes De l'Aire à l'Argonne est une communauté de communes française, située dans le département de la Meuse et la région Grand Est.
Elle est issue de la fusion en 2017 des deux communautés de communes  Entre Aire et Meuse et de Triaucourt Vaubecourt.

## Historique
Le projet de schéma départemental de coopération intercommunale de 2015 impose une fusion aux structures intercommunales de la Meuse car le seuil de population de 5 000 habitants n'est pas atteint. Le schéma propose une fusion entre la communauté de communes Entre Aire et Meuse et la communauté de communes de Triaucourt Vaubecourt. La nouvelle structure atteint assez faiblement les nouveaux critères avec une densité d'à peine 10 habitants au km2. Seuls trois conseils municipaux s'oppose au périmètre (Gimécourt, Rupt-devant-Saint-Mihiel et Woimbey)
L'arrêté sera pris le 5 octobre 2016 et voit la création de la nouvelle Communauté de Communes Entre Aire et Meuse - Triaucourt-Vaubécourt.
Ce nom temporaire sera changé en Communauté de communes De l’Aire à l’Argonne le 29 juin 2017 : il fait référence à la rivière de l'Aire à la région de l'Argonne.

## Composition
La communauté de communes est composée des 47 communes suivantes :

| Nom                      | Code Insee | Gentilé              | Superficie (km2) | Population (dernière pop. légale) | Densité (hab./km2) |
| ------------------------ | ---------- | -------------------- | ---------------- | --------------------------------- | ------------------ |
| Beausite (siège)         | 55040      |                      | 25,41            | 256 (2022)                        | 10                 |
| Autrécourt-sur-Aire      | 55017      |                      | 10,85            | 112 (2022)                        | 10                 |
| Baudrémont               | 55032      |                      | 6,81             | 41 (2022)                         | 6                  |
| Beaulieu-en-Argonne      | 55038      |                      | 29,56            | 39 (2022)                         | 1,3                |
| Belrain                  | 55044      |                      | 8,31             | 38 (2022)                         | 4,6                |
| Bouquemont               | 55064      |                      | 7,49             | 118 (2022)                        | 16                 |
| Brizeaux                 | 55081      | Brizeautins          | 8,33             | 62 (2022)                         | 7,4                |
| Chaumont-sur-Aire        | 55108      | Chaumontais          | 9,92             | 120 (2022)                        | 12                 |
| Courcelles-en-Barrois    | 55127      |                      | 7,27             | 51 (2022)                         | 7                  |
| Courcelles-sur-Aire      | 55128      |                      | 11,93            | 42 (2022)                         | 3,5                |
| Courouvre                | 55129      |                      | 8,66             | 41 (2022)                         | 4,7                |
| Érize-la-Brûlée          | 55175      |                      | 10,82            | 174 (2022)                        | 16                 |
| Érize-la-Petite          | 55177      |                      | 7,18             | 43 (2022)                         | 6                  |
| Érize-Saint-Dizier       | 55178      | Ériziens             | 12,49            | 193 (2022)                        | 15                 |
| Èvres                    | 55185      |                      | 11,65            | 89 (2022)                         | 7,6                |
| Foucaucourt-sur-Thabas   | 55194      |                      | 9,92             | 61 (2022)                         | 6,1                |
| Fresnes-au-Mont          | 55197      |                      | 15,89            | 164 (2022)                        | 10                 |
| Géry                     | 55207      |                      | 4,8              | 54 (2022)                         | 11                 |
| Gimécourt                | 55210      |                      | 10,12            | 38 (2022)                         | 3,8                |
| Les Hauts-de-Chée        | 55123      |                      | 50,17            | 702 (2022)                        | 14                 |
| Ippécourt                | 55251      |                      | 10,62            | 94 (2022)                         | 8,9                |
| Lahaymeix                | 55269      |                      | 12,7             | 76 (2022)                         | 6                  |
| Lavallée                 | 55282      |                      | 12,58            | 87 (2022)                         | 6,9                |
| Lavoye                   | 55285      | Lopins               | 10,02            | 145 (2022)                        | 14                 |
| Levoncourt               | 55289      | Levoncourtois        | 7,8              | 56 (2022)                         | 7,2                |
| Lignières-sur-Aire       | 55290      |                      | 9,3              | 52 (2022)                         | 5,6                |
| Lisle-en-Barrois         | 55295      |                      | 28,94            | 28 (2022)                         | 0,97               |
| Longchamps-sur-Aire      | 55301      |                      | 15,68            | 120 (2022)                        | 7,7                |
| Louppy-le-Château        | 55304      | Louppéens            | 18,76            | 163 (2022)                        | 8,7                |
| Neuville-en-Verdunois    | 55380      |                      | 13,44            | 49 (2022)                         | 3,6                |
| Nicey-sur-Aire           | 55384      |                      | 11,01            | 129 (2022)                        | 12                 |
| Nubécourt                | 55389      |                      | 27,52            | 249 (2022)                        | 9                  |
| Pierrefitte-sur-Aire     | 55404      |                      | 17,56            | 306 (2022)                        | 17                 |
| Pretz-en-Argonne         | 55409      |                      | 9,89             | 61 (2022)                         | 6,2                |
| Raival                   | 55442      |                      | 19,22            | 241 (2022)                        | 13                 |
| Rembercourt-Sommaisne    | 55423      |                      | 22,32            | 311 (2022)                        | 14                 |
| Rupt-devant-Saint-Mihiel | 55448      |                      | 6,32             | 40 (2022)                         | 6,3                |
| Seigneulles              | 55479      | Seigneullais         | 11,7             | 154 (2022)                        | 13                 |
| Seuil-d'Argonne          | 55517      |                      | 25,44            | 523 (2022)                        | 21                 |
| Thillombois              | 55506      |                      | 13,03            | 30 (2022)                         | 2,3                |
| Les Trois-Domaines       | 55254      |                      | 16,49            | 121 (2022)                        | 7,3                |
| Vaubecourt               | 55532      |                      | 22,62            | 314 (2022)                        | 14                 |
| Ville-devant-Belrain     | 55555      |                      | 6,12             | 33 (2022)                         | 5,4                |
| Villotte-devant-Louppy   | 55569      | Villottois-Louppéens | 11,23            | 163 (2022)                        | 15                 |
| Villotte-sur-Aire        | 55570      |                      | 13,96            | 212 (2022)                        | 15                 |
| Waly                     | 55577      |                      | 6,2              | 57 (2022)                         | 9,2                |
| Woimbey                  | 55584      |                      | 15,3             | 130 (2022)                        | 8,5                |

## Administration

### Siège
La communauté de communes a son siège au 42 rue Berne Beausite

### Conseil communautaire
En 2017, 59 conseillers communautaires siègent dans le conseil selon une répartition de droit commun.
| Nombre de délégués | Communes                                                                  |
| ------------------ | ------------------------------------------------------------------------- |
| 5                  | Les Hauts-de-Chée                                                         |
| 4                  | Seuil-d'Argonne                                                           |
| 3                  | -                                                                         |
| 2                  | Beausite, Pierrefitte-sur-Aire, Raival, Rembercourt-Sommaisne, Vaubécourt |
| 1                  | Les autres communes                                                       |

### Présidence
La communauté de communes est actuellement présidée par 
| Période      | Période  | Identité      | Étiquette | Qualité             |
| ------------ | -------- | ------------- | --------- | ------------------- |
| janvier 2017 | En cours | Martine Aubry |           | Maire de Vaubecourt |

## Compétences
La structure adhère au 
- Pôle d’Équilibre Territorial et Rural "Cœur de Lorraine"
- Syndicat Mixte d’Études et de Traitement des Déchets Ménagers et Assimilés
- Syndicat Mixte d'Aménagement de l'Aire et de ses Affluents
- Syndicat mixte Germain Guerard